# Pyjterfolvivská vesnická komunita
Pyjterfolvivská vesnická komunita (ukrajinsky Пийтерфолвівська сільська громада) je územní společenství v okrese Berehovo v Zakarpatské oblasti Ukrajiny. Správním centrem je Pyjterfolvo. Vznikla dne 12. června 2020. V této komunitě jsou tyto obce:
- Pyjterfolvo, ukrajinsky Пийтерфолво, česky také Petrovo[2]
- Tysobykeň, ukrajinsky, Тисобикень
- Forgolaň, ukrajinsky Форголань
- Velyka Palaď, ukrajinsky Велика Паладь
- Fertešolmaš, ukrajinsky Фертешолмаш, česky také Fertešalmaš[2]
- Ďula, ukrajinsky Дюла
- Nevetlenfolu, ukrajinsky Неветленфолу, do roku 2000 se obec nazývala Ďakovo (ukrajinsky Дякове)
- Botar, ukrajinsky  Ботар, česky také Batar[2]
- Nove Klynove, ukrajinsky Нове Клинове
- Okli, ukrajinsky Оклі, česky také Akli[2] nebo Aklín
- Okli Heď, ukrajinsky Оклі Гедь, do roku 2000 se obec nazývala Klynovecká Hora (ukrajinsky Клиновецька Гора)
- Čepa, ukrajinsky Чепа
- Hetynja, ukrajinsky Гетиня
- Zatysivka, ukrajinsky Затисівка, do roku 1946 se obec nazývala Čuma (ukrajinsky Чума)
- Černý Ardov, ukrajinsky Чорнотисів
- Cholmovec, ukrajinsky Холмовець, česky také Homlovec[2]